# Campeonato Mundial de Atletismo Sub-20 de 2022 - 100 m com barreiras feminino
A prova dos 100 metros com barreiras feminino do Campeonato Mundial de Atletismo Sub-20 de 2022 ocorreu entre os dias 4 a 6 de agosto de 2022 no Estádio Olímpico Pascual Guerrero, em Cali, na Colômbia.

## Recordes
Antes desta competição, os recordes mundiais e do campeonato nesta prova eram os seguintes:
|       | Nome             | Nacionalidade | Tempo | Local     | Data                |
| ----- | ---------------- | ------------- | ----- | --------- | ------------------- |
| WU20R | Britany Anderson | Jamaica       | 12.71 | Joensuu   | 24 de julho de 2019 |
| CR    | Elvira Herman    | Bielorrússia  | 12.85 | Bydgoszcz | 24 de julho de 2016 |
| WU20L | Kerrica Hill     | Jamaica       | 12.96 | Kingston  | 26 de junho de 2022 |

Os seguintes recordes mundiais ou do campeonato foram estabelecidos durante esta competição: 
| Data        | Evento | Nome         | Nacionalidade | Tempo | Notas                 |
| ----------- | ------ | ------------ | ------------- | ----- | --------------------- |
| 6 de agosto | Final  | Kerrica Hill | Jamaica       | 12.77 | Recorde do campeonato |

## Medalhistas
| Ouro               | Prata              | Bronze          |
| Kerrica Hill (JAM) | Alexis James (JAM) | Anna Tóth (HUN) |

## Cronograma
Todos os horários são locais (UTC-5).
| Data        | Hora  | Evento    |
| ----------- | ----- | --------- |
| 4 de agosto | 06:05 | Bateria   |
| 5 de agosto | 12:05 | Semifinal |
| 6 de agosto | 12:40 | Final     |

## Resultados

### Bateria
Qualificação: Os 3 primeiros de cada bateria (Q) e os 6 tempos mais rápidos (q).
| Posição | Bateria | Raia | Atleta                        | Nacionalidade  | Tempo | Notas           |
| ------- | ------- | ---- | ----------------------------- | -------------- | ----- | --------------- |
| 1       | 5       | 3    | Alexis James                  | Jamaica        | 13.04 | Q,              |
| 2       | 1       | 7    | Kerrica Hill                  | Jamaica        | 13.30 | Q               |
| 3       | 3       | 5    | Hawa Jalloh                   | Alemanha       | 13.30 | Q               |
| 4       | 4       | 3    | Jalaysiya Smith               | Estados Unidos | 13.42 | Q               |
| 5       | 2       | 4    | Dina Aulia                    | Indonésia      | 13.44 | Q, NU20R        |
| 6       | 5       | 8    | Naomi Krebs                   | Alemanha       | 13.45 | Q,              |
| 7       | 6       | 3    | Paula Blanquer                | Espanha        | 13.47 | Q               |
| 8       | 6       | 5    | Anna Tóth                     | Hungria        | 13.49 | Q               |
| 9       | 3       | 4    | Mia McIntosh                  | Reino Unido    | 13.51 | Q               |
| 10      | 1       | 1    | Ester Bendová                 | Chéquia        | 13.54 | Q               |
| 11      | 2       | 6    | Eddiyah Frye                  | Estados Unidos | 13.57 | Q               |
| 12      | 2       | 7    | Nandini Agasara               | Índia          | 13.58 | Q, NU20R        |
| 13      | 2       | 8    | Marli Jessop                  | Reino Unido    | 13.60 | q               |
| 14      | 4       | 4    | Vilma Väliharju               | Finlândia      | 13.64 | Q,              |
| 15      | 1       | 3    | Iulia Dariana Grigoroiu       | Roménia        | 13.65 | Q,              |
| 16      | 6       | 7    | Vilma Itälinna                | Finlândia      | 13.65 | Q,              |
| 17      | 2       | 5    | Cosmina Denisa Balaban        | Roménia        | 13.66 | q,              |
| 18      | 3       | 2    | Valérie Guignard              | Suíça          | 13.67 | Q,              |
| 19      | 4       | 8    | Lena Spazirer                 | Áustria        | 13.75 | Q,              |
| 20      | 6       | 8    | Lovise Skarbøvik Andresen     | Noruega        | 13.78 | q               |
| 21      | 4       | 6    | Anna Maria Millend            | Estónia        | 13.80 | q               |
| 22      | 2       | 3    | Josefina Maria Biernacki      | Noruega        | 13.81 | q               |
| 23      | 4       | 5    | Gabija Klimukaitė             | Lituânia       | 13.82 | q,              |
| 24      | 6       | 6    | Alina Frei                    | Suíça          | 13.84 |                 |
| 25      | 6       | 2    | Lucija Grd                    | Croácia        | 13.89 | Recorde pessoal |
| 26      | 5       | 4    | Giovana Corradi               | Brasil         | 13.90 | Q               |
| 27      | 1       | 2    | Linoy Levy                    | Israel         | 13.91 |                 |
| 28      | 5       | 5    | Lucy Mcglynn                  | Irlanda        | 13.92 | Recorde pessoal |
| 29      | 5       | 7    | Annika Haldbo                 | Dinamarca      | 13.95 |                 |
| 30      | 1       | 4    | Lidiya Podtsepkina            | Uzbequistão    | 13.95 |                 |
| 31      | 1       | 6    | Lays Cristina Rodrigues Silva | Brasil         | 14.04 |                 |
| 32      | 2       | 2    | Shir Karnivsky                | Israel         | 14.06 |                 |
| 33      | 4       | 2    | Mila Compaan                  | África do Sul  | 14.07 | Recorde pessoal |
| 34      | 5       | 2    | Neža Dolenc                   | Eslovênia      | 14.11 |                 |
| 35      | 3       | 8    | Hava Deliu                    | Grécia         | 14.24 |                 |
| 36      | 1       | 8    | Unnathi Aiyappa Bolland       | Índia          | 14.28 |                 |
| 37      | 4       | 7    | Delta Amidzovski              | Austrália      | 14.47 |                 |
| 38      | 6       | 4    | Glódis Edda Þuríðardóttir     | Islândia       | 14.53 |                 |
| 39      | 3       | 6    | Sandra Milena Ferrari         | Itália         | 14.72 |                 |
| 40      | 5       | 6    | Michaela Molnárová            | Eslováquia     | 15.12 |                 |
| 41      | 1       | 5    | Natasha Gertenbach            | África do Sul  | 39.32 |                 |
| 42      | 3       | 7    | María Alejandra Murillo       | Colômbia       | DSQ   | TR17.6          |
| 42      | 3       | 3    | Emelia Surch                  | Austrália      | DSQ   | TR22.6.2        |

### Semifinal
Qualificação: Os 2 primeiros de cada bateria (Q) e os 2 tempos mais rápidos (q). 
Vento:
 Bateria 1: +0.2 m/s, Bateria 2: 0.0 m/s, Bateria 3: +0.4 m/s
| Posição | Bateria | Atleta                    | Nacionalidade  | Tempo | Notas           |
| ------- | ------- | ------------------------- | -------------- | ----- | --------------- |
| 1       | 2       | Kerrica Hill              | Jamaica        | 12.87 | Q, WU20L        |
| 2       | 3       | Alexis James              | Jamaica        | 12.94 | Q,              |
| 3       | 2       | Anna Tóth                 | Hungria        | 13.16 | Q, NU20R        |
| 4       | 1       | Jalaysiya Smith           | Estados Unidos | 13.20 | Q               |
| 5       | 1       | Hawa Jalloh               | Alemanha       | 13.33 | Q               |
| 6       | 3       | Paula Blanquer            | Espanha        | 13.34 | Q, NU20R        |
| 7       | 3       | Nandini Agasara           | Índia          | 13.34 | q, NU20R        |
| 8       | 1       | Valérie Guignard          | Suíça          | 13.41 | q,              |
| 9       | 2       | Dina Aulia                | Indonésia      | 13.44 | NU20R           |
| 10      | 3       | Marli Jessop              | Reino Unido    | 13.48 |                 |
| 11      | 2       | Iulia Dariana Grigoroiu   | Roménia        | 13.61 | Recorde pessoal |
| 12      | 3       | Vilma Väliharju           | Finlândia      | 13.63 | Recorde pessoal |
| 13      | 1       | Anna Maria Millend        | Estónia        | 13.65 |                 |
| 14      | 3       | Naomi Krebs               | Alemanha       | 13.80 |                 |
| 15      | 1       | Cosmina Denisa Balaban    | Roménia        | 13.83 |                 |
| 16      | 2       | Eddiyah Frye              | Estados Unidos | 13.92 |                 |
| 17      | 3       | Giovana Corradi           | Brasil         | 13.94 |                 |
| 18      | 2       | Lena Spazirer             | Áustria        | 13.98 |                 |
| 19      | 2       | Gabija Klimukaitė         | Lituânia       | 14.34 |                 |
| 20      | 3       | Josefina Maria Biernacki  | Noruega        | DNF   | DNF             |
| 21      | 2       | Lovise Skarbøvik Andresen | Noruega        | DNF   | DNF             |
| 22      | 1       | Ester Bendová             | Chéquia        | DSQ   | DSQ             |
| 23      | 1       | Vilma Itälinna            | Finlândia      | DSQ   | DSQ             |
| 24      | 1       | Mia McIntosh              | Reino Unido    | DNS   | DNS             |

### Final
A prova final foi realizada no dia 6 de agosto às 12:40. 
| Posição           | Atleta           | Nacionalidade  | Tempo | Notas                 |
| ----------------- | ---------------- | -------------- | ----- | --------------------- |
| Medalha de ouro   | Kerrica Hill     | Jamaica        | 12.77 | Recorde do campeonato |
| Medalha de prata  | Alexis James     | Jamaica        | 12.87 | Recorde pessoal       |
| Medalha de bronze | Anna Tóth        | Hungria        | 13.00 | NU20R                 |
| 4                 | Jalaysiya Smith  | Estados Unidos | 13.35 |                       |
| 5                 | Hawa Jalloh      | Alemanha       | 13.36 |                       |
| 6                 | Paula Blanquer   | Espanha        | 13.40 |                       |
| 7                 | Nandini Agasara  | Índia          | 13.46 |                       |
| 8                 | Valérie Guignard | Suíça          | 13.66 |                       |

Legenda
| Recorde mundial       | Recorde mundial (World record)               |                       | Recorde africano                      | Recorde africano (African) |                                           | Q | Classificado por posição (Qualified) |
| Recorde do campeonato | Recorde do campeonato (Championship record)  | Recorde da América    | Recorde da América (Americas)         | q                          | Classificado por melhor tempo (Qualified) |   |                                      |
| Melhor marca do ano   | Melhor marca do ano (World leading)          | Recorde asiático      | Recorde asiático (Asian)              | DNS                        | Não largou (Did not start)                |   |                                      |
| Recorde nacional      | Recorde nacional (National record)           | Recorde europeu       | Recorde europeu (European)            | DNF                        | Não terminou (Did not finish)             |   |                                      |
| Recorde pessoal       | Recorde pessoal do atleta (Personal best)    | Recorde da Oceania    | Recorde da Oceania (Oceania)          | DSQ / DQ                   | Desclassificado (Disqualified)            |   |                                      |
| Recorde da temporada  | Recorde da temporada do atleta (Season best) | Recorde sul-americano | Recorde sul-americano (South America) | NM                         | Sem marca (No mark)                       |   |                                      |